# Грибель (деревня)
Грибель — деревня в Андреапольском городском округе Тверской области.

## География
Находится в западной части Тверской области на расстоянии приблизительно 41 км на северо-запад по прямой от города Андреаполь.

## История
Деревня уже была показана на карте 1838 года. В 1872 году здесь (территория Холмского уезда Псковской губернии) было учтено 3 двора в деревне Большой Гребель и 2 в деревне Малый Гребель, в 1939 году — 19 дворов. До 2019 года входила в Аксёновское сельское поселение Андреапольского района до их упразднения.

## Население
Численность населения: 20 человек в деревне Большой Гребель и 10 в деревне Малый Гребель (1872 год), 1 человек (русские 100 %) в 2002 году, 0 в 2010.